# Czesław Skowroński
Czesław Wacław Skowroński (ur. 30 maja 1951 w Pleszewie) – polski polityk, samorządowiec, poseł na Sejm X kadencji.

## Życiorys
Ukończył w 1975 studia na Akademii Rolniczej w Poznaniu. W 1977 zatrudnił się w Zakładach Przetwórstwa Owocowo-Warzywnego Kotlin. Rok później został pracownikiem Rejonowego Rolniczego Zakładu Doświadczalnego „Sielinko”, a później Wojewódzkiego Ośrodka Postępu Rolniczego w Marszewie. Od 1983 prowadził gospodarstwo rolne.
Sprawował mandat posła na Sejm X kadencji wybranego w okręgu kaliskim z puli Polskiej Zjednoczonej Partii Robotniczej. W trakcie kadencji przystąpił do Poselskiego Klubu Pracy, zasiadał w Komisji Rolnictwa i Gospodarki Żywnościowej oraz w Komisji Nadzwyczajnej do rozpatrzenia projektów ustaw dotyczących spółdzielczości.
Został później członkiem Unii Pracy. Od 2002 do 2009 pełnił funkcję zastępcy burmistrza gminy Pleszew. Uzyskiwał mandat radnego rady miejskiej w tym w 2002 i w 2006. W 2010 bez powodzenia kandydował do rady powiatu, a w 2014 powrócił do rady miejskiej. W 2018 nie został ponownie wybrany.

## Odznaczenia
- Brązowy Krzyż Zasługi (1985)
- Odznaka im. Janka Krasickiego (1975)[7]